# Georges Dransart
Georges Marcel Dransart  (ur. 12 maja 1924 w Paryżu, zm. 14 czerwca 2005 w Créteil) – francuski kajakarz, kanadyjkarz. Trzykrotny medalista olimpijski.
Brał udział w trzech igrzyskach (IO 48, IO 52, IO 56), na dwóch zdobywając medale. W 1948 zajął trzecie miejsce w kanadyjkowej dwójce na dystansie 1000 i 10 000 metrów, wspólnie z nim płynął Georges Gandil. W 1950 zdobył w tych samych konkurencjach dwa srebrne medale mistrzostw świata. W 1956, wspólnie z Marcelem Renaudem, zdobył srebro w dwójce na dystansie 10 000 metrów.